# Triple saut féminin aux championnats du monde d'athlétisme 2013
Navigation
Daegu 2011 Pékin 2015
L'épreuve du triple saut féminin des championnats du monde de 2013 s'est déroulée les 13 et 15 août 2013 dans le Stade Loujniki, le stade olympique de Moscou, en Russie. Elle est remportée par la Colombienne Caterine Ibargüen.

## Records et performances

### Records
Les records du triple saut femmes (mondial, des championnats et par continent) étaient avant les championnats 2013 les suivants :  
| Record                    | Athlète                | Pays       | Résultat | Lieu              | Date            |
| ------------------------- | ---------------------- | ---------- | -------- | ----------------- | --------------- |
| Record du monde           | Inessa Kravets         | Ukraine    | 15,50 m  | Göteborg, Suède   | 10 août 1995    |
| Record des championnats   | Inessa Kravets         | Ukraine    | 15,50 m  | Göteborg, Suède   | 10 août 1995    |
| Record d'Afrique          | Françoise Mbango Etone | Cameroun   | 15,39 m  | Beijing, Chine    | 17 août 2008    |
| Record d'Asie             | Olga Rypakova          | Kazakhstan | 15,11 m  | Beijing, Chine    | 17 août 2008    |
| Record d'Amérique du Nord | Yamilé Aldama          | Cuba       | 15,29 m  | Rome, Italie      | 11 juillet 2003 |
| Record d'Amérique du Sud  | Caterine Ibargüen      | Colombie   | 14,99 m  | Bogota, Colombie  | 13 août 2013    |
| Record d'Europe           | Inessa Kravets         | Ukraine    | 15,50 m  | Göteborg, Suède   | 10 août 1995    |
| Record d'Océanie          | Nicole Mladenis        | Australie  | 14,04 m  | Hobart, Australie | 9 mars 2002     |

### Meilleures performances de l'année 2013
Les dix athlètes les plus performants de l'année sont, avant les championnats (au 14 août 2013), les suivants.
|   | Athlète                 | Pays     | Résultat | Lieu              | Date            |
| - | ----------------------- | -------- | -------- | ----------------- | --------------- |
| 1 | Olha Saladuha           | Ukraine  | 14,85 m  | Eugene, Orégon    | 1er juin 2013   |
| 2 | Caterine Ibargüen       | Colombie | 14,83 m  | Eugene, Orégon    | 1er juin 2013   |
| 3 | Ekaterina Koneva        | Russie   | 14,82 m  | Kazan, Russie     | 11 juillet 2013 |
| 4 | Keila Costa             | Brésil   | 14,58 m  | São Paulo         | 7 juin 2013     |
| 4 | Snežana Rodic           | Slovénie | 14,58 m  | Nova Gorica       | 15 juin 2013    |
| 4 | Irina Gumenyuk          | Russie   | 14,58 m  | Yerino, Russie    | 16 juin 2013    |
| 4 | Hanna Knyazyeva-Minenko | Israël   | 14,58 m  | Paris Saint-Denis | 6 juillet 2013  |
| 8 | Alsu Murtazina          | Russie   | 14,54 m  | Yerino, Russie    | 16 juin 2013    |
| 9 | Athanasía Pérra         | Grèce    | 14,48 m  | Mersin            | 28 juin 2013    |
| 9 | Kimberly Williams       | Jamaïque | 14,48 m  | Paris Saint-Denis | 6 juillet 2013  |

## Engagées
Pour se qualifier pour les Championnats (minima A), il fallait avoir réalisé au moins 14,40 m entre le 1er octobre 2012 et le 29 juillet 2013. Le minima B est de 14,20 m .

## Médaillées
| Or                | Argent           | Bronze         |
| Caterine Ibargüen | Ekaterina Koneva | Olha Saladukha |

## Résultats

### Finale
| Rang               | Athlète                 | Pays      | Essais  | Essais  | Essais  | Essais  | Essais  | Essais  | Marque  | Notes |
| Rang               | Athlète                 | Pays      | 1       | 2       | 3       | 4       | 5       | 6       | Marque  | Notes |
| ------------------ | ----------------------- | --------- | ------- | ------- | ------- | ------- | ------- | ------- | ------- | ----- |
| Médaille d'or      | Caterine Ibargüen       | Colombie  | X       | 14,85 m | 14,69 m | 14,83 m | X       | X       | 14,85 m | WL    |
| Médaille d'argent  | Ekaterina Koneva        | Russie    | 14,29 m | 14,81 m | 14,59 m | 14,33 m | 14,79 m | 12,18 m | 14,81 m |       |
| Médaille de bronze | Olha Saladuha           | Ukraine   | 14,42 m | 14,65 m | 14,33 m | 14,51 m | 14,60 m | 14,49 m | 14,65 m |       |
| 4                  | Kimberly Williams       | Jamaïque  | X       | 13,98 m | 14,17 m | 14,62 m | X       | X       | 14,62 m | PB    |
| 5                  | Mabel Gay               | Cuba      | 14,28 m | 14,38 m | 13,83 m | 14,45 m | 14,29 m | X       | 14,45 m | SB    |
| 6                  | Hanna Knyazyeva-Minenko | Israël    | 14,33 m | 14,19 m | X       | X       | 14,14 m | X       | 14,33 m |       |
| 7                  | Irina Gumenyuk          | Russie    | X       | X       | 14,15 m | X       | 13,98 m | X       | 14,15 m |       |
| 8                  | Snežana Rodic           | Slovénie  | 13,75 m | X       | 14,13 m |         |         |         | 14,13 m |       |
| 9                  | Anna Jagaciak           | Pologne   | 13,65 m | 13,95 m | 13,65 m |         |         |         | 13,95 m |       |
| 10                 | Dana Veldáková          | Slovaquie | X       | 13,84 m | 13,60 m |         |         |         | 13,84 m |       |
| 11                 | Athanasía Pérra         | Grèce     | X       | 13,75 m | 13,55 m |         |         |         | 13,75 m |       |
| —                  | Anna Pyatykh            | Russie    | 14,29 m | 11,68 m | 14,08 m | 14,21 m | 14,22 m | 14,20 m | DQ      |       |

### Qualifications
| Rang | Athlète                 | Pays        | Résultat  | Essais  | Essais  | Essais  | Essais |
|      |                         |             |           | Essai 1 | Essai 2 | Essai 3 |        |
| ---- | ----------------------- | ----------- | --------- | ------- | ------- | ------- | ------ |
| 1    | Olha Saladuha           | Ukraine     | 14,69 m Q | 13,95 m | 14,69 m |         |        |
| 2    | Hanna Knyazyeva-Minenko | Israël      | 14,46 m Q | x       | x       | 14,46 m |        |
| 3    | Kimberly Williams       | Jamaïque    | 14,36 m Q | 14,25 m | 14,36 m |         |        |
| 4    | Irina Gumenyuk          | Russie      | 14,30 m Q | 14,30 m |         |         |        |
| 5    | Mabel Gay               | Cuba        | 14,17 m q | 13,99 m | 13,95 m | 14,17 m |        |
| 6    | Dana Veldáková          | Slovaquie   | 13,88 m q | x       | 13,88 m | 13,85 m |        |
| 7    | Keila Costa             | Brésil      | 13,82 m   | 13,82 m | 13,80 m | 13,67 m |        |
| 8    | Níki Panétta            | Grèce       | 13,69 m   | 13,04 m | 13,69 m | 13,52 m |        |
| 9    | Irina Ektova            | Kazakhstan  | 13,37 m   | x       | 13,09 m | 13,37 m |        |
| 10   | Anastasiya Juravleva    | Ouzbékistan | 13,32 m   | 13,03 m | 13,32 m | x       |        |
| 11   | Sarah Nambawa           | Ouganda     | 13,31 m   | x       | x       | 13,31 m |        |

| Rang | Athlète            | Pays        | Résultat  | Essais  | Essais  | Essais  | Essais |
|      |                    |             |           | Essai 1 | Essai 2 | Essai 3 |        |
| ---- | ------------------ | ----------- | --------- | ------- | ------- | ------- | ------ |
| 1    | Caterine Ibargüen  | Colombie    | 14,52 m Q | 14,52 m |         |         |        |
| 2    | Anna Pyatykh       | Russie      | 14,34 m Q | 13,80 m | x       | 14,34 m |        |
| 3    | Ekaterina Koneva   | Russie      | 14,30 m Q | 13,32 m | 14,30 m |         |        |
| 4    | Snežana Rodic      | Slovénie    | 14,17 m q | 13,73 m | x       | 14,17 m |        |
| 5    | Anna Jagaciak      | Pologne     | 13,96 m q | x       | 13,21 m | 13,96 m |        |
| 6    | Athanasía Pérra    | Grèce       | 13,92 m q | x       | 13,85 m | 13,92 m |        |
| 7    | Simona La Mantia   | Italie      | 13,80 m   | 13,57 m | x       | 13,80 m |        |
| 8    | Ruslana Tsykhotska | Ukraine     | 13,51 m   | 13,51 m | x       | x       |        |
| 9    | Baya Rahouli       | Algérie     | 13,41 m   | x       | 13,41 m | x       |        |
| 10   | Natallia Viatkina  | Biélorussie | 13,19 m   | 13,19 m | x       | 13,02 m |        |

## Légende
Records et Performances
- AR : Record continental (area record)
- CR : Record des championnats (championship record)
- MR : Record du meeting (meet record)
- NR : Record national (national record)
- OR : Record olympique (olympic record)
- PR : Record paralympique (paralympic record)
- PB : Record personnel (personal best)
- SB : Meilleure performance personnelle de la saison (season's best)
- WL : Meilleure performance mondiale de l'année (world leader)
- WJR : Record du monde junior (world junior record)
- WR : Record du monde (world record)

Circonstances et Conditions
- DNF : N'a pas terminé (did not finish)
- DNS : N'a pas pris le départ (did not start)
- DQ : Disqualification (disqualification)
- NM : Aucun essai valable enregistré (No Mark)
- Q : Qualifié « directement » au prochain tour (ou à la prochaine compétition), lors d'une compétition majeure, grâce au classement ou à la réalisation des minima (automatic qualifier)
- q : Qualifié au prochain tour (ou à la prochaine compétition), lors d'une compétition majeure, grâce au repêchage ou à la réalisation de l'une des meilleures performances parmi celles des « non qualifiés directement » (grâce au meilleur temps ou à la meilleure distance par exemple) (secondary qualifier)